# Uganda Performing Right Society
La Uganda Performing Right Society (UPRS) è un'organizzazione non governativa non a scopo di lucro che tutela l'industria musicale dell'Uganda e i musicisti, interpreti, autori e compositori che ne fanno parte. È affiliata dell'International Federation of the Phonographic Industry.